# Tomas Tomilinas

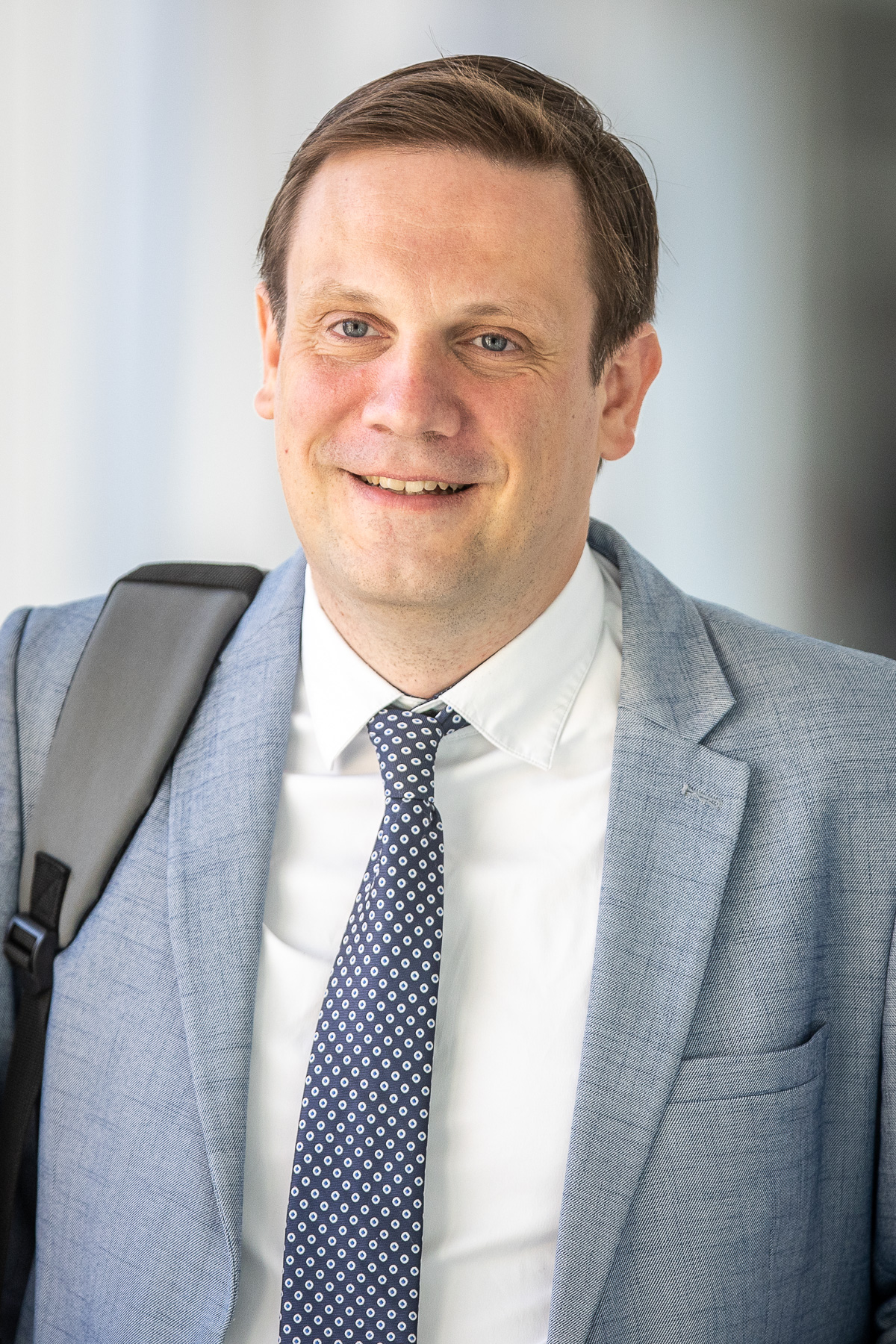
Tomas Tomilinas

Tomas Tomilinas (* 1983 in Vilnius) ist ein litauischer linker Politiker, Seimas-Mitglied.

## Leben
Nach dem Abitur 2001 an der Vladislavas-Sirokomlė-Mittelschule Vilnius absolvierte Tomas Tomilinas von 2001 bis 2005 das Bachelorstudium der Politikwissenschaft an der Vilniaus universitetas und 2007 das Masterstudium der Verwaltung an der Mykolo Romerio universitetas.
Von 2004 bis 2008 war er Gehilfe von Laima Mogenienė und von 2008 bis 2012 von Antanas Baura in der Seimas-Kanzlei. Seit November 2016 ist er Seimas-Mitglied.
Er ist Mitglied von Demokratų sąjunga Vardan Lietuvos. Er war Mitglied der Partei Lietuvos valstiečių ir žaliųjų sąjunga, in der er stellvertretender Vorsitzender war.

## Familie
Tomilinas ist geschieden und hat vier Kinder.